# Lucifer (canção)
Lucifer (em coreano: 루시퍼; em japonês: ルシファー) é o primeiro single do segundo álbum de estúdio de mesmo nome, da boy band sul-coreana SHINee. Existem duas versões da musica, uma cantada em coreano, e outra em japonês.

## Promoção
O teaser do vídeo musical foi lançado em 14 de julho de 2010, através do canal oficial da SM Entertainment no YouTube. O vídeo da música completo foi lançado em 19 de julho de 2010. O grupo fez seu retorno em 23 de julho de 2010 no Music Bank da KBS. Eles tocaram a música ao vivo durante os dias seguintes em outros canais da KBS. Minho não participou das danças, no entanto, ficou sentado em uma cadeira devido a uma lesão na perna que já havia adiado o lançamento do álbum e promoção. Como as suas promoções de músicas anteriores, "Lúcifer" também contou com um video de dança. A coreografia do single promocional foi lançada no YouTube no dia 3 de agosto de 2010. A dança, que introduziu a "Dança da algema", foi coreografada por Shim Jae-Won e Rino Nakasone. O single marca o primeiro crédito musical da cantora-compositora norte-americana Bebe Rexha, contando com arranjo, composição, produção e letras da artista. 

## Vídeo musical
O início do vídeo da música mostra os membros individualmente. Onew é mostrado dentro de uma sala cheia de espelhos, em seguida, a dança em grupo em uma sala com três carros. Os faróis dos três carros são a principal iluminação na sala. Em seguida, mostra os outros membros que residem em seu próprio ambiente separado. Com Taemin no túnel de vento, Jonghyun na frente ou dentro de um carro, Key agachado em um enorme bloco e Minho em um caminho estreito. Todo o tempo que há uma aura misteriosa, os espectadores podem concluir ser o "Lucifer".
O vídeo da música tem mais de 30 milhões de views.

## Desempenho nas paradas
A canção foi um sucesso instantâneo na Coreia do Sul vendendo mais de 374.000 downloads em sua primeira semana ganhando a 2 ª posição no Gaon Chart singles semanal. A popularidade da musica e seu clipe é um sucesso sem fim.
| Tabela                       | Melhor Posição |
| ---------------------------- | -------------- |
| Gaon Weekly singles          | 2              |
| Gaon Monthly singles         | 3              |
| Gaon Download Singles chart  | 2              |
| Gaon Streaming Singles chart | 2              |

## Versão japonesa
Em 12 de outubro de 2011, uma versão japonesa de Lucifer foi lançada como terceiro single japonês. Foi lançado três versões, uma edição limitada tipo A inclui um tocador para MP3 player, incluindo a música "Lucifer", um DVD bônus, um livro de fotos de 68 páginas, um cartão de negociação selecionados aleatoriamente a partir de cinco tipos e digipak. A edição limitada tipo B, um tocador de MP3 e uma edição normal inclui um DVD bônus e um livro  de fotos com 44 páginas, cujo conteúdo difere de edições limitadas.

### Promoção
Eles performaram Lucifer em programas de música japonesa como "Happy Music", "Music Japan", e "Hey! Hey! Hey! Music Champ".

### Lista de faixas
| Single japonês: |                                                            |                                               |                                                  |         |  |
| N.º             | Título                                                     | Letras                                        | Música                                           | Duração |  |
| 1.              | "Lucifer" (versão em japonês)                              | Yoo Young-jin, STY                            | Ryan Jhun, Yoo Young-jin, Adam Kapit, Bebe Rexha | 3:56    |  |
| 2.              | "Love Like Oxygen" (versão em japonês)                     | Kwon Yun-jung, Kim Yong-hu, Natsumi Kobayashi | Remee, Lucas Secon, Thomas Troelsen              | 3:05    |  |
| 3.              | "Lucifer" (versão em coreano) (CD+DVD Type A e B)          |                                               |                                                  | 3:54    |  |
| 4.              | "Love Like Oxygen" (versão em coreano) (CD+DVD Type A e B) |                                               |                                                  | 3:04    |  |
| Duração total:  | Duração total:                                             | Duração total:                                | Duração total:                                   | 13:57   |  |

| DVD (Type A) |                                                          |         |  |
| N.º          | Título                                                   | Duração |  |
| 1.           | "Lucifer" (versão em japonês) (Music Video)              |         |  |
| 2.           | "Lucifer" (Music video - Dance version) (Type A version) |         |  |
| 3.           | "Lucifer" (Music video - Teaser)                         |         |  |

| DVD (Type B) |                                                          |         |  |
| N.º          | Título                                                   | Duração |  |
| 1.           | "Lucifer" (versão em japonês) (Music Video)              |         |  |
| 2.           | "Lucifer" (Music video - Dance version) (Type B version) |         |  |
| 3.           | "Lucifer" (Music video - Teaser)                         |         |  |

| DVD (edição regular) |                                             |         |  |
| N.º                  | Título                                      | Duração |  |
| 1.                   | "Lucifer" (versão em japonês) (Music Video) |         |  |
| 2.                   | "Lucifer" (Jacket Shooting Sketch)          |         |  |
| 3.                   | "Lucifer" (Music Video Shooting Sketch)     |         |  |
| 4.                   | "Lucifer" (Music video - Teaser)            |         |  |

### Desempenho nas paradas

#### Oricon Chart
| Laçamento             | Oricon Chart          | Posição | Vendas de estreia | Total de vendas |
| --------------------- | --------------------- | ------- | ----------------- | --------------- |
| 12 de outubro de 2011 | Daily Singles Chart   | 1       | 50,398            | 62,193+         |
| 12 de outubro de 2011 | Weekly Singles Chart  | 2       | 50,398            | 62,193+         |
| 12 de outubro de 2011 | Monthly Singles Chart | 11      | 50,398            | 62,193+         |
| 12 de outubro de 2011 | Yearly Singles Chart  | 118     | 50,398            | 62,193+         |